# 孔廟文化園區
孔廟文化園區，位於臺灣臺南市舊市區，為一個包含許多文化資產、歷史性建築與老街的地區，主要包含臺南孔子廟與其周邊環境。臺南市政府自1998年開始進行孔廟文化園區劃定的相關研究調查，孔廟文化園區作為府城歷史風貌指標地區，新建的建物須遵守園區的都市設計準則。

## 介紹

### 範圍
孔廟文化園區的範圍大約北至友愛街，東至開山路，南至樹林街，西至永福路。此園區北側與民生綠園文化園區相鄰，東側則是東安坊文化園區。

### 園區內景觀

#### 文化資產
- 原臺南山林事務所
- 臺南孔子廟
- 原臺南武德殿
- 原臺南神社事務所
- 基督教臺南浸信會教堂
- 原臺南愛國婦人會館
- 原南門尋常小學校舍（建興國中）
- 原臺南放送局
- 臺灣府城大南門
- 南門公園碑林
- 臺南地方法院
- 德化堂
- 延平郡王祠
- 原臺南高等女學校本館
- 臺灣府城城垣南門段殘蹟
- 原臺南師範學校本館

#### 河道
- 福安坑溪

#### 其他
- 成功橋、成功泉（忠義國小內）
- 台南臨水夫人媽廟
- 開基永華宮
- 馬公廟
- 台南地方法院宿舍群
- 臺灣銀行台南分行
- 南門教會
- 國民黨舊黨部實踐堂[3]

#### 已拆除者
- 原台灣銀行宿舍群（2005年拆除）[4]
- 友愛街、忠義路口日式宿舍（2013年底拆除）[5]